# Дом-музей М. Ю. Лермонтова (Москва)
Дом-музей Михаи́ла Ю́рьевича Ле́рмонтова — учреждение культуры историко-литературной направленности, посвящёно жизни и творчеству поэта Михаила Лермонтова.
Расположен в Москве по адресу улица Малая Молчановка, 2 и входит в состав Государственного литературного музея. В этом особняке Лермонтов прожил со своей бабушкой Елизаветой Арсеньевой c 1829 по 1832 год. Музей открылся в 1981 году благодаря инициативе писателя и телеведущего Ираклия Андроникова. По состоянию на 2018 год коллекция включает в себя антикварную мебель XIX века, собрание прижизненных изданий, фотографий и изображений семьи и друзей поэта.

## История
Жизнь Михаила Лермонтова в Москве связана с тремя адресами. Он родился в доме генерала Карла Толя у Красных Ворот, а детские годы провёл в здании на Поварской улице, которое снимала бабушка Елизавета Арсеньева. В результате реконструкции центра города в XX веке оба эти здания были снесены. В особняк на Малой Молчановке Лермонтов переехал в возрасте пятнадцати лет для поступления в Московский благородный пансион. Поэт жил в нём вместе с бабушкой с 1829 по 1832 годы.
За три года жизни на Молчановке Лермонтов написал 17 поэм, четыре драмы и 250 стихотворений, включая трагедии «Люди и страсти» и «Испанцы», драму «Странный человек», третью редакцию поэмы «Демон» и «Измаил-Бей», стихотворение «Портрет», «Новогодние мадригалы и эпиграммы». На этот же период пришелся «сушковский цикл» в творчестве Лермонтова, посвящённый влюблённости в жившую поблизости дворянку Екатерину Сушкову.
В Москве я свела знакомство, а вскоре и дружбу с Сашенькой Верещагиной. Мы жили рядом на Молчановке и почти с первой встречи сделались неразлучны: на водах, на гулянье, в театре, на вечерах, везде и всегда вместе. <…>  У Сашеньки встречала я в это время ее двоюродного брата, неуклюжего, косолапого мальчика лет шестнадцати или семнадцати, с красными, но умными, выразительными глазами, со вздернутым носом и язвительно-насмешливой улыбкой. Он учился в Университетском пансионе, но ученые его занятия не мешали ему быть почти каждый вечер нашим кавалером на гулянье и на вечерах; все его называли просто Мишель, и я так же, как и все, не заботясь нимало о его фамилии. Я прозвала его своим чиновником по особым поручениям и отдавала ему на сбережение мою шляпу, мой зонтик, мои перчатки, но перчатки он часто затеривал, и я грозила отрешить его от вверенной ему должности.Из воспоминаний Екатерины Сушковой о Михаиле Лермонтове
В 1954 году на внешней стене особняка была установлена мемориальная доска Михаилу Лермонтову. В 1977 году Моссовет передал здание в ведение Государственного литературного музея. Большую роль в составлении экспозиции и деятельности музея сыграл Ираклий Андроников, благодаря вмешательству которого в 1938 году здание спасли от сноса. Спустя три года Андроников участвовал в организации первой выставки, посвящённой Лермонтову, но из-за начала Великой Отечественной войны событие не состоялось. Собранные экспонаты из Ленинграда, Москвы, Кавказа и замка Хохбург в ФРГ позже составили основу музейной коллекции.
В 1977 году по инициативе Андроникова в редакцию «Литературной газеты» было отправлено письмо, подписанное поэтом Павлом Антокольским, литературоведами Эммой Герштейн и  Натальей Ивановой, артисткой Еленой Гоголевой, актёром Владимиром Пахомовым. В письме говорилось о значимости творчества Лермонтова для советской литературы и необходимости открыть музей, посвящённый поэту. Церемония открытия состоялась в 1981 году.
В 1994 году рядом с зданием был установлен памятник Лермонтову работы скульптора Александра Бурганова и архитектора Михаила Посохина.

## Здание
Одноэтажный деревянный особняк с мезонином по адресу Малая Молчановка, дом 2  был построен в 1814 году купцом Петром Черновым. Во дворе главного здания находились отдельные постройки: кухня, людская изба, конюшня, каретный сарай, ледник, амбар.
В 1844 году владельцем дома стал статский советник В. Тютчев. По его плану здание неоднократно перестраивалось: появилось новое хозяйственное строение во дворе, окруженное брандмауэрной стеной, было переделано расположение комнат и добавлена лепнина. В 1888—1897 годах право владения особняком перешло к юристу А. Котлярову, а затем к А. Аристову, при котором в 1907 году все пристройки во дворе были снесены, а взамен был построен каменный корпус хозяйственных служб.
После революции 1917 года особняк был разделён на коммунальные квартиры с многочисленными перегородками между комнатами. После передачи Государственному литературному музею в 1979-м, в здании началась масштабная реставрация. К 1981 году особняку был полностью возвращён первоначальный облик.
К 200-летию со дня рождения Лермонтова в здании был проведён ремонт, в ходе которого заменили несущие конструкции, отреставрировали внутренние помещения, а внутри залов установили мультимедийное оборудование. 18 мая 2014 года особняк вновь открылся для посещения.

## Экспозиция
Музейная экспозиция располагается в нескольких комнатах с восстановленной обстановкой XIX века: здесь стоит антикварная мебель, а стены украшают барельефы. В малой гостиной, где семья принимала гостей и родственников, стоит секретер с журналом «Атеней», в котором впервые были опубликованы стихи поэта. На стенах висят акварельные картины Лермонтова, в том числе детские рисунки. Большая гостиная использовалась для организации больших званых вечеров. Частью экспозиции также являются две комнаты, принадлежавшие Лермонтову и его бабушке. В комнате поэта стоит книжный шкаф, на стенах висят портреты семьи, черновики стихотворений.
В коллекцию музея также входят детская картина «Античная сцена», нарисованная Лермонтовым в возрасте 10 лет, портрет поэта работы неизвестного художника, книги с заметками, по которым прозаик учился в университете, черновики стихотворений, посвящённых Екатерине Сушковой, портрет Варвары Лопухиной в образе испанской монахини, картина «Кавказский пейзаж», написанная Лермонтовым во время участия в Кавказской войне, прижизненные издания «Героя нашего времени» с пометками автора и «Стихотворения М. Лермонтова». Отдельную ценность представляет оригинал прошения о принятии в университет, подписанное рукой Лермонтова.
Родом я из дворян, сын капитана Юрия Петровича Лермантова; имею от роду 16 лет; обучался в Университетском благородном пансионе разным языкам и наукам в старшем отделении высшего класса; ныне же желаю продолжить учение мое в императорском благородном университете, почему Правление оного покорнейше прошу, включив меня в число своекоштных студентов нравственно-политического отделения, допустить к слушанию профессорских лекций. Свидетельства о роде и учении моем при сем прилагаю. К ему прошению Михаил Лермантов руку приложилТекст оригинального прошения Лермонтова о принятии в Императорский Университет, входит в коллекцию музея

## Мероприятия
Помимо организации экспозиции, музей осуществляет выставочную и проектную деятельность. В 2013—2014 годах были проведены выставки «Лермонтов-художник» и «Лермонтов в Москве», материалы которых впоследствии побывали в Париже, Баку, Вашингтоне и Тольятти. В 2016 году открылось мероприятие «”Смело верь тому, что вечно…”. Лермонтов в глянце», посвящённая образу поэта в глазах современников.
В 2015 году в помещениях музея был проведён «Бал в русской усадьбе». Гости участвовали в реконструкции танца, а также посещали лекции о быте и культуре XVIII—XIX веков. С того же года музей проводит ежегодную конференцию для молодых учёных «Открытая Наука», на которой исследователи представляют работы связанные с творчеством Лермонтова.